# Hof am Regen
Hof am Regen ist ein Gemeindeteil der knapp drei Kilometer nordwestlich gelegenen Stadt Nittenau im Oberpfälzer Landkreis Schwandorf in Bayern.
Die ehemalige Gemeinde, die am 1. Januar 1946 zu Stefling kam, liegt am Fluss Regen. Am 1. Juli 1971 wurde Hof am Regen mit der Gemeinde Stefling in die Stadt Nittenau eingegliedert.

## Baudenkmäler
- Burg Hof am Regen

## Persönlichkeiten (in Hof am Regen geboren)
- Karl Hoffmann, Indogermanist